# QUOVADIS
『QUOVADIS』（クォヴァディス）は、1995年12月21日に日本のグラムスから発売されたセガサターン用戦略シミュレーションゲーム。
銀河系におよぶ人類の戦乱を鎮めた平和条約締結から100年、平和艦隊「イブコーア」設立に伴い反乱を起こした一部の国のために戦火に巻き込まれた士官大学生たちの戦いを描く。アドベンチャーパートとシミュレーションパートがあり、アニメーションが豊富に取り入れられている事が特徴。
プロデューサーはPC-9800シリーズ用ソフト『妄想特撮シリーズ 地球防衛少女イコちゃん UFO大作戦』（1992年）を手掛けた吉田直人、キャラクターデザインはアニメ『マクロスシリーズ』を手掛けた美樹本晴彦、シナリオ原作は小説家の上原尚子、音楽はレーザーアクティブ用ソフト『シュトラール 秘められし七つの光』（1994年）を手掛けた土師一雄が担当している。
1997年には『QUOVADIS イベルカーツ戦役』のタイトルでPlayStationにリメイク移植された。一部ゲームシステムを除いて基本的なストーリーはセガサターン版と同様になっている。また後に続編としてセガサターン用ソフト『QUOVADIS 2〜惑星強襲オヴァン・レイ〜』（1997年）が発売たが、ストーリーおよびゲームシステム共に直接的な繋がりはない。

## ゲーム内容

### システム
特に記述が無い限り、SS版のシステムを中心に解説する。またどちらの版でも、ストーリーの節目には声入りのアニメパートが存在する。
- プレイヤーは、主人公のハルとなって基地や士官大学内を移動しつつ、他キャラと会話をしながら進めていくストーリーパートと、艦隊を操作し敵艦隊を撃破する戦術パートを繰り返しながら、ゲームを進めていく。

- 戦闘は複数の宇宙艦を1個艦隊として扱い、艦隊旗艦が撃沈された時点でその艦隊は全滅と判定される。また補給艦が健在なうちは、破壊されていない艦は毎ターン耐久値が回復していく。戦術マップは斜め上から見下ろし式で、SS版では正方形のエリア内を小さな正方形のマスで区切り、艦隊の移動力内で移動しつつ敵艦隊と交戦していく。上下の概念は無い2D方式だが、前後左右の概念は存在し、正面が最も防御力・攻撃力が高い。また、背後が最も弱く、基本的に敵の背後を狙いながら進めていく。

- 主人公ハルの乗艦（＝旗艦）以外に、最大7隻、計8隻で一つの艦隊を編成する事になり、それぞれに艦長として部下の士官を乗艦させていく。乗艦が撃沈するとその艦長も戦死扱いとなり、補充の士官が配属されてくる。尚、一部の士官がある一定レベルに達すると、通常艦を強化改造したカスタムシップを入手することが出来、艦隊に組み込むことが出来る(何人か戦死させなければ配属されない士官を育てないと獲得できないカスタムシップも存在する)。ただし、カスタムシップを沈めてしまうと再入手は不可能。また、艦隊編成にも条件があり、空母と補給艦は1艦隊に1隻ずつしか配備できない(敵はその限りではない)。

- 艦種は、戦艦・空母・重巡洋艦・軽巡洋艦・ミサイル艦・砲艦・駆逐艦・光子艦の全8種。その内、ミサイル艦と砲艦はザーディッシュとシャプトゥーラー、光子艦はザーディッシュのみが所有する艦種である（逆にザーディッシュ軍には軽巡洋艦と駆逐艦が無い）。

- 陣形は横列・Ｉ字・雁行・方矢・対空・矩形・鶴翼・Ｔ字の全8種。最初に使える陣形は横陣形とＩ字陣形のみで、ハルのレベルが上がるごとに新しい陣形を覚えていく。陣形により攻撃できるエリアや射程が異なる他、移動力や火力にも補正が入る。

- 各艦の兵装は、主にビーム兵器とミサイル兵器。ビーム兵器は弾数無限(ザーディッシュ砲艦の粒子砲を除く)でクリティカル判定があるが射程・射界の制限が多く、ミサイルは一発の威力が高く射界もビームより広いものの弾数制限がありクリティカル判定も無い。空母はビーム兵器の代わりに戦闘機を搭載しており、射程・射界制限は無い。ミサイルは補給艦さえ生き残っていれば弾数が回復する。

- 固有の名前がある一部NPC（敵・味方含む）は、最初から名前のあるカスタムシップに乗艦している。カスタムシップは全て通常艦よりも高性能である。

- ゲーム中3つの指定マップの攻略結果により、ハルに与えられるカスタムシップが決定する。3マップとも｢撃沈艦無し｣｢規定ターン数クリア｣（Aランク）で、戦艦「アレイオン」、1マップでもその条件のどちらかが満たせなかった場合（Bランク）は、空母｢シュベール（表記はシゥベール）｣、両方とも満たせなかった場合（Cランク）は、砲艦｢ジェスタ｣が与えられる。

### 登場艦艇
戦艦
主砲の重イオン砲による高い砲火力と高い耐久力を持つ、艦隊編成の中心となる艦。ザーディッシュの戦艦は他国の艦よりも対空・シールド値で優れている。
重巡洋艦
装甲や火力は戦艦に及ばないが、移動力が高く、艦隊編成の際はやはり中心になる。ブルト・コッホでは高速戦艦的な扱いをされており、他国のものよりも性能が高い。
空母
唯一戦闘機によるオールレンジ攻撃が可能な艦。自艦隊には一度に1隻しか配備できない。ツァルスクレブトの空母は、戦闘機パイロットの錬度が高いとされる。
軽巡洋艦
高威力のマーキュリーミサイルを装備した『戦艦キラー』と言うべき艦。中でもケネスリードの軽巡洋艦は『ケネスリード軍艦の最高傑作』と言われる程高い性能を持つ。また、ツァルスクレブトの軽巡は、同国の艦船で唯一成功した艦と言われている。回避力も高いが、装甲・耐久力はやや低い。
ミサイル艦
ザーディッシュにおける軽巡洋艦のポジションにある艦。高威力のマーキュリーミサイルを持ち、他国軽巡よりも装甲が厚めである。シャプトゥーラーではミサイル艦が実質的な主力艦であり、艦隊旗艦を務める。
砲艦
ザーディッシュ砲艦は、ビーム兵器中最大の威力を誇る粒子砲を標準装備している。シャプトゥーラー砲艦は、戦艦の主砲である重イオン砲を装備。どちらも火力にのみ重点を置いて開発されており、装甲や回避力に難がある。
駆逐艦
高い機動力と回避力を誇るが、耐久力と装甲値が低い。火力もかなり低いが、安価なのか大量生産されており、序盤から敵の主力として殆んどの艦隊に配備されている。
光子艦
ザーディッシュにおける駆逐艦だが、ミサイル兵器中最大の威力を誇るフォトン(光子魚雷)を標準装備している為、戦闘力はかなり高い。装甲が薄く回避力が高いのは他国の駆逐艦同様。
補給艦
一度に1隻しか配備できないが、この艦がいれば艦の耐久値を回復できる他、弾薬の補給もしてくれる。ただし、攻撃力・耐久値・装甲・回避率など、全てに置いて全艦種中最低の性能である為、最も狙われやすい艦であると言える。

### カスタムシップ
- 戦艦

アレイオン (ザーディッシュ)
ハルの為、ザーディッシュが総力を挙げて建造した戦艦。主砲の重イオン砲や対ビームシールドの出力アップ、新型機関の搭載による速力アップに加え、装甲も強化されている上、高威力のマーキュリーミサイルまでも装備されているスーパーカスタムシップ。前述の通り、指定マップにおける任務条件を｢全て｣満たした場合にのみ配備される。
デーニッツ(ザーディッシュ)
遊撃艦隊の旗艦とするべく建造された超高速戦艦。移動力は全戦艦中最大の5。主砲やミサイル等の強化は無い。同型艦が多数建造されているとの事。
カニンガム(ザーディッシュ)
デーニッツとは逆に、火力と装甲を強化した艦隊旗艦用戦艦とされる。同型艦も数隻ある模様。デーニッツに比べると入手条件が厳しい。
グラーヴェ(ザーディッシュ)
亡命の将ミハイル・ラミスの旗艦。デーニッツ級の1隻だが、カタログスペックでは装甲値がやや低い。
クルーガー(ケネスリード)※PS版では｢ヴェルギリウス｣
ベンジャミンが准将に昇進した際に与えられた高速戦艦。元々機動力の高いケネスリード軍戦艦の機関部を更に強化して、巡洋艦並の移動力（移動力5）を与えられている上、その新型機関のお陰で主砲の重イオン砲も出力アップが図られており、その戦闘力は高い。
ブリッヘル(ブルト・コッホ)
SS版でのウルリヒ・ミュラーの乗艦。軍事大国ブルト・コッホを象徴する艦で、小型化に成功した粒子砲と当艦専用に開発された大型マーキュリーミサイル、そして補給艦無しでの自己修復能力まで持つ上、全艦艇中最高の耐久力も併せ持つ。2個艦隊分の予算をつぎ込んで建造されたとされる。実質的なラスボスで、この艦を撃沈する事でゲームはクリアとなる。
アルカナ(ブルト・コッホ)
SS版でのイリナの旗艦。アスタロト級を改装したとされ、機動力や火力、装甲が強化されている。
アスタロト(ブルト・コッホ)
カルツォ・リヴァサイドの乗艦で、通常の戦艦をカスタムした旗艦用戦艦。同艦をネームシップとして同型艦が数隻いるとされる。
クォーバー(ツァルスクレブト)※PS版では｢ライトニング｣
｢黒い雷鳴｣ジェフ・ハイドンの乗艦。元々、他国のものよりワンランク低い性能のツァルスクレブト戦艦だが、当艦は他国からの部品や技術を投入して建造されたとされ、他国のカスタムシップと互角に戦える戦闘能力を持つ。
- 戦艦(PS版のみ)

『スペシャル艦』(ザーディッシュ)
中盤に配備されるハル専用艦。前述の通り、付けた艦名により、特殊能力が追加される場合がある。
ガルガンチュワ(ブルト・コッホ)
ウルリヒ・ミュラーの旗艦。1隻で1艦隊程もの巨体を持ち、戦艦と言うよりはもはや移動要塞。火力・耐久力も極めて高いが、その巨体が災いしてか、回避力はほぼ無い。
イシュタル(ブルト・コッホ)
イリナの旗艦。松本零士のデザインによる、流線型で有機的な、曲線を多用した白い艦体を持つ。平面的な艦が多いこの世界では異色の艦である。
ルシフェル(ブルト・コッホ)
サレスの旗艦。
- 重巡洋艦

アストリア(ザーディッシュ)
重巡の火力強化を目的にカスタムされた艦。本艦をネームシップに、姉妹艦が数隻存在する。
ウォーデン(ザーディッシュ)
艦隊の旗艦として用いるべく、火力よりも装甲に重点を置きカスタムされた重巡。アレイオン以外で入手条件が最も厳しい(初期配備の士官を数名戦死させなければ配属されない士官の、最高レベル近くまでのレベルアップが必要な艦)。
ヴァイクス(ブルト・コッホ)
SS版のみ登場。ブルト・コッホに与し、ジェスリード・ホト中将を名乗ったサレスの旗艦。戦艦並の重イオン砲とマーキュリーミサイルを搭載し、その戦闘力は通常の戦艦を凌駕する。
- 空母

シュベール(ザーディッシュ)
ゲーム上の表記は｢シゥベール｣。前述の指定任務で、一部条件を満たしていない場合に配備される空母。性能的には通常空母よりアップしているものの、中途半端な感は否めない。
エベリウス(ザーディッシュ)
ケネスリードの空母に触発され開発された重装甲攻撃空母。入手条件も易しく中盤以前に入手可能な空母でありながら、マーキュリーミサイルを搭載しており、装甲値や耐久力も全空母中最大。艦隊編成の際には欠かせない高性能艦で、同型艦も十数隻あるとされる。
ニーミット(ザーディッシュ)
通常空母を全体的に強化した艦で、戦役後期に大量投入されたことから｢後期型ザーディッシュ空母｣とも呼ばれる。入手条件が厳しい割に、性能的にはエベリウスに及ばない。
カレジアス(ケネスリード)
ベンジャミンの腹心であるヴィルキィ・フロントスが艦長を務めるカスタム空母。通常艦よりも装甲や耐久力など、全体的な強化が成されている。
- ミサイル艦

ヴィッセン(ザーディッシュ)
後述のシャプトゥーラーのミサイル艦【Lシリーズ】の出現に脅威を感じたザーディッシュが開発したミサイル艦。しかし、Lシリーズを超える性能を得ることは出来なかった。カタログスペック上では、装甲等がややLシリーズより低い。入手条件もやや厳しい(初期配備の士官を数名戦死させなければ配属されない士官のレベルアップが必要な艦)。
エル・アデル(シャプトゥーラー)
国力の劣るシャプトゥーラーが、小型艦艇による機動艦隊の旗艦とすべく建造した高性能ミサイル艦【Lシリーズ】の1隻。ルートにより、鹵獲して自軍の艦として使用することが出来る。ミサイル艦・軽巡洋艦としての性能は全軍中トップクラス。
- 砲艦

ジェスタ(ザーディッシュ)
指定任務で、条件を満たせなかった場合に配備される。粒子砲の威力が極めて高く、砲艦の中では最高性能。シュベールよりも利用価値は高い。
アゲイラ、ラムゼイ(ザーディッシュ)
ジェスタを量産化した艦。2隻とも全く同じ性能で、通常の砲艦よりも性能は高い。同型艦に｢ルブリン｣があるとされる。入手条件も厳しくない。
- 光子艦

ラハルス(ザーディッシュ)
通常の光子艦より回避率・装甲値・耐久力が大きく上がっており、継戦能力が高い。フォトンの威力も強化されている。本艦をネームシップに、姉妹艦は27隻に及ぶとされる。
スイフト(ザーディッシュ)
ラハルス級の１隻。カスタム艦の中で最も入手が容易な艦。ラハルスよりも回避率が高く、装甲値が低い。

## 設定

### ストーリー
遥かなる未来。人類が銀河系の広範囲に広がり、かつてない繁栄を極めたものの、同時に戦乱が銀河系に広がることになった。長い戦乱を止めるべく、銀河系の中心に存在した10の大国が平和条約を締結。以後99年間平和な生活を維持しそれを謳歌していた。
平和条約が結ばれて100年目にあたる年に、それを記念するためとこの平和をさらに強固にするために、各国の国籍の枠を超えた平和艦隊（通称イブコーア）を設立するための士官大学が設立された。ところが、その中で一部の国が反乱を起こそうと画策していた。士官大学生達は、その戦いの渦に巻き込まれていくことになる。

### 国家
ザーディッシュ（PS版ではザーディッシュ合衆国。以下、括弧内はPS版の国名）
ハルの母国。経済力や技術力は星系内随一の大国。税率も低く、国民は豊かで安定した生活を送っている。ケネスリードとは友好関係を結んでいるが、ブルト・コッホとは非常に険悪な関係。
ケネスリード（ケネスリード連合王国）
ベンジャミンとアディラの母国。星系内で最も長い歴史を持つ大国。ザーディッシュと友好関係を結んでいるものの、新興国であるザーディッシュやブルト・コッホがイブコーア内で権力を持っていることを、やや苦々しく思っている部分もある。
マジェス（マジェス首長国連邦）
サレスの母国。戦役勃発時のイブコーア議長国であり、いくつもの国家が集まって構成されている連邦国家の為、政情的に不安定な国とされる。今回の戦役では中立の立場を崩していないが、内心ではイブコーア内で発言力の強いザーディッシュ・ケネスリードとブルト・コッホの共倒れを狙っている節がある。
ブルト・コッホ（ブルト・コッホ連邦共和国）
ウォルフとイリナの母国。星系内一の軍事力を持つ大国で、イブコーアに最も多くの兵士や艦艇を派遣している。国内では軍が非常に強い発言力を持っており、今回の戦役を主導したウルリヒ・ミュラーが実質的に国家の実権を握っている。また、徴兵制があり、税率も高く国民の生活は苦しい。イブコーアを脱退し惑星ラカンティアを制圧、軍事力によるイブコーア各国の支配を狙っている。
ツァルスクレブト（ツァルスクレブト人民共和国）
マリアやラミスの母国。元々はザーディッシュ寄りの平和で民主的な国家だったが、ブルト・コッホのラカンティア制圧に呼応してハイドンがクーデターを起こし軍事政権を樹立、イブコーアから脱退した。
シャプトゥーラー（シャプトゥーラー共和国）
独立国だが、実質的にはブルト・コッホの属国。軍事クーデターで成立した政府が実権を握っている為か、国内は非常に不安定。その為、宇宙海賊に艦隊を与え治安を維持しなければならないほど。ブルト・コッホに呼応してイブコーアを脱退。
メセルウェリー（メセルウェリー共和国）
イブコーア寄りの国で、参戦を表明しているが腰が重く、資金や物資の援助のみで出兵には消極的。PS版では、この国所属の艦隊を救助することで、最終話にて増援として参戦してくれる。
メデルハイニッツ（メデルハイニッツ王国）
アルトバルス（アルトバルス共和国）
リーバル（リーバル民主共和国）
以上3国は、今回の戦役には一切参加せず、中立を表明している。

## 登場人物
ハル・バランシン声：緑川光
本作の主人公。ザーディッシュ出身。正義感が強く、仲間たちの中心的存在。学内の成績は、同期のウォルフ、イリナに次ぐ「三番手」であり、渾名としても呼ばれている。天才的な戦略・戦術眼を持ち、幾多の戦闘で武勲を重ね昇進する。この戦役を戦い抜き、最終的にイブコーア平和艦隊の元帥の地位を得る事になる。
マリア・シンダー声：國府田マリ子
本作のヒロイン。ツァルスクレブト出身。当初はツァルスクレブト軍人として後述のミハイル・ラミス中将の秘書官を務めていたが、上官の亡命に付き従う形でザーディッシュに亡命し、ハルの副官に就任する。その後、彼の公私にわたるパートナーになり、トゥルーエンドではイリナの口からハルと婚約した事が語られる。PS版では、実際に結婚している。
ベンジャミン・バック声：神奈延年（発売当時は林延年）
イブコーア士官大学時代からのハルの級友でルームメイト。年齢はハル達よりも2歳上。ケネスリード出身で「地獄耳」と称されるほど情報通であるが、その情報源は不明（PS版では巨大軍産複合体【バックグループ】の御曹司という設定で、情報源は実家の会社となっている）。学内の成績は上の下と癖がある上、女生徒との浮名も絶えない問題児であるが、士官大学卒業後ケネスリード軍の一翼を担う将として昇進しており、周囲からはハルの｢天才｣に対し｢奇才｣と評される。卒業後しばらくしてからザハーヴィ要塞でハルと合流、その後最終決戦まで共に戦う盟友。
アリシア・ポートマン声：椎名へきる
ザーディッシュ出身。ハルのザーディッシュ任官時、最初に指揮した艦に配属されたオペレーター。最終戦までハルのことを支え、戦役を戦い抜く。ハルに想いを寄せていたが、報われることは無かった。
イリナ・ミュラー
声：根谷美智子
ハルの級友。ブルト・コッホ出身。学内の成績は、ウォルフと1，2を争うほど優秀な才女。物語序盤、ブルト・コッホ本国からの帰国命令を受け不本意ながら帰国することになる。帰国後はブルト・コッホ軍の将として天才的な才能を発揮し｢閃光｣の二つ名で呼ばれ元帥にまで昇進、ザーディッシュ、ケネスリードに対し幾度も打撃を与える。敵国の将となってしまったがイブコーア創設の志は失っておらず、物語終盤で反乱を起こしハル達に合流する。
サレス・マテラ
声：堀内賢雄
ハルの級友。マジェス出身。ザーディッシュやブルト・コッホ等の大国に支配される現在のイブコーアに否定的だが、ハル達の前ではその素振りは見せなかった。後にブルト・コッホ軍に入り｢ジェスリード・ホト中将｣という偽名を使い、ハルの前に立ちふさがることになる。
アディラ・カーン
声：深見梨加
ハルの級友で、特にイリナとは親友同士。ケネスリード軍の宿将ドルフ・カーン提督の娘であり、仲間との絆を大切に思っている（PS版ではベンジャミンの婚約者という設定）。卒業後、ケネスリード軍に任官するが、皮肉にも所属する艦隊がイリナ艦隊と戦う事となり、乗艦が撃沈され戦死する。ハル達同級生の中で、唯一明確に戦死が描かれた。
ウォルフ・ドレクセル
声：森川智之
ハルの級友。ブルト・コッホ出身で、学内での成績はイリナと首席を争う程の秀才。本国からの帰還命令にただ一人反抗してイブコーアに残り、後に教官となる。
オブリー・ロッジェス
声：小杉十郎太
ザーディッシュ軍少将。士官大学でのハル達の教官で、｢国家を捨てきれない古いタイプの軍人｣と自らを評している。また｢教え子たちのピンチには必ず駆けつける｣と明言する優秀な指導者でもある。後に前線に復帰し、ハル達と艦を並べて戦うことになる。最終決戦前、イリナ艦隊の亡命を文字通り体を張って成功させるも、救援に駆け付けたハルの目の前で乗艦が四散、戦死する。
オペレーター
声：渡辺美佐
ロバート・フォレスティ
声：石塚運昇　※ナレーター兼任
ザーディッシュ軍中将→大将→元帥。SS版でハルの上官となる人物で、ハルは彼の艦隊に所属しながら転戦していくことになる。イブコーアを高く評価しており、ハルを様々な場面で重用する。PS版では登場しない。
ミハイル・ラミス
ツァルスクレブト軍中将→ザーディッシュ軍中将。ハイドンがクーデターを起こした事で彼と袂を別ち、ザーディッシュに亡命してくる。過去にイブコーアに派遣されていたこともあり、イブコーアの理想に理解を示しハルに様々な助言をくれる。
ルロイ・モートン
トーマス・ニーヴル
ザーディッシュ軍少将→中将→大将。共にフォレスティ直属の提督。モートンはハルをイブコーア士官大学に推挙した人物で、彼を高く評価している（PS版では彼がフォレスティの立場にある）。反対にニーヴルはイブコーアに懐疑的で、ハルやラミス、ひいてはマリアにまで疑いのまなざしを向けてくる。
スコッシュ・サリバン
ザーディッシュ士官学校時代のハルの親友。フォレスティの麾下で光子艦の艦長をしていたが、後に艦隊司令にまで昇進する。
ゴートン・バウアー
ダラス・ボイトランダー
ザーディッシュ軍の艦隊司令官。バウアーはハルが幼いころから憧れていたザーディッシュの誇る名将。ボイトランダーは闘将として知られる。どちらも卒業式典でのみ登場する。
ホリー・ウィルキンソン
ケネスリード軍大将。ケネスリードのイブコーア派遣艦隊司令官を務める女性で、ベンジャミンの直属の上司である。
ドルフ・カーン
声：梁田清之
ケネスリード軍中将。｢ルテチアの獅子｣の異名を持つ猛将だが、娘を溺愛する一面もある。最愛の娘アディラの戦死を軍の宣伝に使われたことでイブコーアに対して怒りを燃やし、ブルト・コッホの艦隊を率いてハルに挑んでくる。
ヴィルキィ・フロントス
ケネスリード軍大佐。ベンジャミンの腹心で、彼の指揮下で空母｢カレジアス｣を駆る。
ウルリヒ・ミュラー
ブルト・コッホ軍元帥であり、宇宙軍司令長官を務めるイリナの叔父。ブルト・コッホによるイブコーアの全権掌握を目論見、ラカンティア宙域に進軍する。自国の士官大学生に対する召喚命令を出し、今回の戦役を引き起こした張本人。
カルツォ・リヴァサイド
ブルト・コッホ軍少将。イリナの部下で戦艦｢アスタロト｣を指揮する。
ジェフ・ハイドン
ツァルスクレブト軍中将。「黒い雷鳴」の異名を持つ提督で、ブルト・コッホに呼応しクーデターを決行、ツァルスクレブトの実権を握る。最初の強敵としてハルの前に立ちふさがる相手。
ナパ・ラートリー
シャプトゥーラー艦隊を率いる宇宙海賊。男勝りで、左腕は義手。ルート分岐によっては会う事が出来ない。
デル・バナシェ
マジェス出身。イブコーア士官大学学長。良くも悪くも、大国に支配される現在のイブコーアを体現していると評される。
サラディン・カンダハール
PS版にのみ登場するメセルウェリーの提督。「助太刀いたす」などの言葉遣いと、豊かに蓄えた口髭が印象的な武人で、序盤でハルに救助された恩義を忘れず、戦役終盤に増援として駆けつけてくれる。

## 他機種版
| No. | タイトル                  | 発売日        | 対応機種    | 開発元   | 発売元   | メディア | 型式       | 備考 |
| --- | ------------------------- | ------------- | ----------- | -------- | -------- | -------- | ---------- | ---- |
| 1   | QUOVADIS イベルカーツ戦役 | 1997年4月18日 | PlayStation | グラムス | グラムス | CD-ROM   | SLPS-00733 |      |

PlayStation版の特徴
戦闘は真上からの見下ろし式で、六角形のマスを、チットと呼ばれる行動カードを引く方式で移動順・攻撃順を決めていく。陣形や前後左右の概念があるのは一緒だが、旗艦に対する攻撃可能範囲等さらに制限が掛かっている。また、SS版に比べて敵キャラクターの能力が高く、味方キャラクターの能力が低くなっている他、敵側のチットが多めに配される事も多く、難易度は高くなっている。
艦隊は1艦隊7隻。全ての艦に名前が付けられているが、カスタム艦ではなく通常艦。部下や所持艦艇が一定数を越えると、第2、第3艦隊を編成し操作することが出来るようになる。艦隊編成条件はSS版とほぼ同じ。
ザーディッシュにも駆逐艦が存在する。
陣形は横列・方矢・鶴翼・矩形・輪形（SS版における対空）の5種で、更に陣形選択の重要性が高まり、特に戦闘機は輪形陣でないと発進させられない。
各艦の兵装について、粒子砲は先制攻撃できる長射程兵器という扱いで、通常の艦隊戦では使用できない。戦闘機は空母から｢発進｣させるユニット扱いであり、艦隊から離れて単独行動が可能である。また、各艦に対空兵装が積まれており、戦闘機に対する攻撃を行う事が出来る。
ゲーム開始時にスペシャル艦と呼ばれる戦艦の名前を入力する。中盤でその艦が必ず配備されるが、ある特定の名前を入力すると、更に強力な性能が加味されて配備される。尚、PS版で自軍に配備されるカスタムシップはその1隻のみ。
例
≪クォヴァディス≫航空戦艦となり戦闘機１～３部隊の運用が可能
≪アレイオン≫耐久力が上昇する
≪エベリウス≫防御力が上昇する　等

## 開発
グラムスは、1992年にPC-9800用ソフト『地球防衛少女イコちゃん UFO大作戦』を、1994年に3DO用ソフト『セクレ フーミンのおもちゃ箱』をそれぞれ開発・販売した実績はあったものの、家庭用ゲーム機向け作品の開発は本作が初であり、プロデューサーは同社代表の吉田直人が務めた。
本作のシステムや世界観の根幹は、吉田が学生時代に親しんだハヤカワ文庫のSF小説やボードゲームの影響を受けていたほか、見る人にとって立場が変わるという点においては『機動戦士ガンダム』や『銀河英雄伝説』に由来する。
本作は三部構成の予定で、3作目は1と2の主人公と所属勢力が戦う設定があったが、グラムスの倒産により実現しなかった。

## 音楽
エンディングテーマ「ARK〜未来を探して〜」
- 歌：QUOVADIS TRIANGLE（略称Q.T。桜井亜弓・矢部美穂・沢口遥のユニット）
- 作詞：さとうみかこ、作曲：太田公一

本作と連動した形で、文化放送にて1995年10月14日 - 1996年3月23日土曜日21:30 - 22:00に草地章江をパーソナリティに『草地章江のRADIOクォヴァディス』が放送された。番組は前半がDJ、後半がゲームと同じ声優によるドラマの構成。構成作家は元ずうとるびの今村良樹。エンディング（同番組のメインテーマでもある）には、QUOVADIS TRIANGLEが歌唱した「ARK〜未来を探して〜」が流れていた。また、草地による歌唱バージョンもシングル「知らない。」のカップリング曲としてリリースされている。

## スタッフ
- 企画：宮本尚幸、古澤彰一
- ゲーム・デザイン：宮本尚幸
- テクニカル・ディレクション：清本哲郎
- メイン・プログラム：寺井茂、奥野孝一
- サブ・プログラム：小山洋一、小川昌也、秀谷和則、沼田幸雄
- キャラクター・デザイン、イラストレーション、作監協力：美樹本晴彦
- 3Dグラフィック：岡憲司、麻生俊朗
- 2Dグラフィック・ディレクション：折上英作
- 2Dグラフィック・レイアウトデザイン：折上英作、横山賢治、長峯直子
- フラッグ・デザイン：久保正弘
- 2Dグラフィック：西村和也、角田明美、横地真憲
- 音楽：土師一雄
- サウンド・プログラム：小山洋一
- シナリオ原作：上原尚子
- 原案：古澤彰一
- シナリオ作成：森信幸、宮本尚幸、古澤彰一
- サブ・キャラクター・デザイン：舘尾冽（実験室）
- 音楽プロデューサー：千崎一義 (MS)、赤司竜彦 (MEDICOM)
- ディレクター：北原拓 (MEDICOM)
- アシスタント・ディレクター：中村貢 (MEDICOM)
- ミックススタジオ：WEST SIDE STUDIO
- エンジニア：関根辰夫 (MIXER'S LAB)、吉井聡 (MIXER'S LAB)
- アシスタント・エンジニア：横手博史 (MIXER'S LAB)
- ミックス・エンジニア：関根辰夫 (MIXER'S LAB)
- パフォーマンス：Q.T
  - 矢部美穂 (THANKS)、桜井亜弓 (AIN'T)、沢口遥 (OFFICE PALETTE)
- サウンド・パフォーマンス：林有三
- コーディネーター：和久直之 (PROP-FIZZ)
- スーパーバイザー：吉川浩司 (MIXER'S LAB)
- エグゼクティブ・プロデューサー：土井成秀 (MEM)、内沼映二 (MIXER'S LAB)、清水邦彦 (MIXER'S LAB)
- サウンドプロデュース・カンパニー：MEM CO,LTD
- スペシャル・サンクス：土師一雄、太田公一、川北満、土尾いく子、栗本裕未、さとうみかこ、深田太郎、新井正行、新井千恵
- 音響監督：明田川進（マジックカプセル）
- 効果：倉橋静男
- アニメーション制作：アートランド
- 監督、演出：石黒昇
- 作画監督：杉光登
- レイアウト：坂巻真彦
- 原画：今泉賢一、岡田由紀子、伊藤信枝、奥野和彦、戸田真一、緒方美枝子、鈴木輪流郎、藤田美香、清積紀文
- 動画：江藤諭、中本美絵、永澤正光、塚口晶子、原川真司、じゃんぐるじむ、デルタピーク、ウィスキースタジオ、Kプロダクション
- 色彩設計：北川真亜人
- 仕上げ：坂井憲興、柘植俊恵、天明屋麻美、Kプロダクション
- 美術：ちゅーりっぷ、桑原悟、高橋麻穂、岩瀬栄治、小川ひとみ
- 撮影：トランスアーツ、黒本康之、津村治彦、橘村敬司、南口大助
- 編集：花井信也
- 制作デスク：渡辺秀信
- 制作進行：金田貞徳
- 動画、背景デジタイズ：清積紀文
- 仕上げオペレーター：坂井憲興、柘植俊恵、天明屋麻美
- 撮影オペレーター：清積紀文
- システム管理：清積紀文
- 使用システム：アニモ・ケンブリッジ・アニメーションシステム（英語版）
- 音声編集：名倉靖（アバコクリエイティブスタジオ）
- タイトル・ロゴデザイン：岡憲司
- グラムスアニメーション・ディレクター：生嶋真人
- アシスタント・ディレクター：石田晶子
- スペシャル・サンクス：池原圭、クラムス株式会社社員一同、株式会社シオンコーポレーション社員一同
- マーチャンダイジング：藤井雅俊、高安優
- 制作総指揮：吉田直人

## 評価
| 機種 | キャラクタ | 音楽 | お買得度 | 操作性 | 熱中度 | オリジナリティ | 総合 |
| SS版 | 4.1        | 3.6  | 3.4      | 3.1    | 3.5    | 3.6            | 21.3 |

ゲーム誌『ファミ通』の「クロスレビュー」ではセガサターン版が6・3・4・6の合計19点（満40点）と低評価となったが、PlayStation版が合計22点（満40点）と標準的な評価となった。
徳間書店のゲーム誌における読者投票による「ゲーム通信簿」での評価は右記の通り、セガサターン版は『SATURN FAN』において合計21.3点（満30点）とやや高評価となった。

## 関連作品
- ゲームおよびラジオドラマをベースにした小説が発売されている。
- OVA（オリジナルビデオアニメーション）が発売予定であったが、制作会社だったグラムスの倒産により制作中止になっている。